# Championnat de France féminin de rugby à XV 2019-2020
Navigation
Élite 1 2018-2019 Élite 1 2020-2021
Le championnat de France féminin de rugby à XV 2019-2020 ou Élite 1 2019-2020 est la quarante-neuvième édition du championnat de France féminin de rugby à XV. Elle oppose les seize meilleures équipes françaises féminines de rugby à XV.
La saison est interrompue à partir de mi-mars après le début de la propagation de la pandémie de Covid-19 en France. Le championnat ne reprend pas et le titre de champion de France n'est pas décerné en 2020. Aucun club n'est relégué sportivement mais l'Ovalie caennaise, dernier de la poule 2, demande sa relégation pour pouvoir se structurer au sein de la deuxième division.

## Participants
Pour la saison 2019-2020, l'Élite 1 est constitué de la façon suivante :
- Les 14 clubs du championnat Élite 1 2018-2019 non relégué.
- Les 2 premiers clubs de l'Élite 2 2018-2019.

| \| Bayonne Blagnac Bobigny Bordeaux Caen Chilly-Mazarin Grenoble Lille Lons Lyon Montpellier Paris Romagnat Rennes Rouen Toulouse \| Localisation des clubs (2019-2020). |
| Bayonne Blagnac Bobigny Bordeaux Caen Chilly-Mazarin Grenoble Lille Lons Lyon Montpellier Paris Romagnat Rennes Rouen Toulouse                                           |

| Club                   | Dernière montée | Classement en 2018-2019 | Entraîneur                                            | Stade                                          | Capacité théorique |
| ---------------------- | --------------- | ----------------------- | ----------------------------------------------------- | ---------------------------------------------- | ------------------ |
| AS Bayonne             | 2017            | 2e (poule 2)            | Jean-Matthieu Alcalde Samuel Dylbaitys Vincent Corret | Stade Pierre-Cacareigt                         | 1 200              |
| Blagnac rugby féminin  | 2009            | 2e (poule 1)            | Nicolas Tranier Jean Lassere Laurent Tranier          | Stade Ernest-Argelès                           | 4 000              |
| AC Bobigny 93 rugby    | 2012            | 3e (poule 2)            | Alexandre Gau                                         | Stade Henri-Wallon                             | 1 000              |
| Stade bordelais        | 2018            | 6e (poule 2)            | Clément Millet Florent Torregaray                     | Stade Chaban-Delmas                            | 34 694             |
| Ovalie caennaise       | 2018            | 7e (poule 2)            | Gilles Rabier Jean-François Mouton                    | Stade Hélitas                                  |                    |
| RC Chilly-Mazarin      | 2019            | 2e (Élite 2)            | Corentin Thro Jordan Godenaire                        | Complexe sportif Jesse-Owens                   |                    |
| FC Grenoble            | 2018            | 4e (poule 2)            | Emmanuel Pellorce Cristian Spachuk                    | Stade Lesdiguières                             | 12 650             |
| Lille MRC villeneuvois | 2011            | 5e (poule 2)            | Frédéric Cocqu Cyril Fouda                            | Terrain Emmanuel-Thery Stadium Lille Métropole | 18 500             |
| Lons rugby féminin     | 2018            | 6e (poule 1)            | Pierre Nieto Jérôme Ducros                            | Stade du Bourg (complexe Georges Martin)       |                    |
| LOU rugby              | 2019            | 1re (Élite 2)           | Philippe Buffevant Jean-Pierre Husson Paul Hugonnier  | Plaine des Jeux de Gerland                     |                    |
| Montpellier RC         | 2005            | 1re (poule 1)           | Patrick Raffy Olivier Clessienne                      | Stade Sabathé Stade Éric-Béchu                 | 8 000 500          |
| Stade français Paris   | 2018            | 5e (poule 1)            | Olivier Carreiras Anaïs Lagougine                     | Stade René-Leduc                               |                    |
| Stade rennais rugby    | 2005            | 4e (poule 1)            | Vincent Brehonnet Anne Berville Céline Allainmat      | Stade du Commandant Bougouin                   | 4 000              |
| ASM Romagnat           | 2016            | 3e (poule 1)            | Fabrice Ribeyrolles Vincent Fargeas                   | Stade Michel-Brun                              | 500                |
| AS Rouen UC            | 2018            | 7e (poule 1)            | Cyrille Lloza                                         | Stade de l'ASRUC                               |                    |
| Stade toulousain       | 2015            | 1re (poule 2)           | Anthony Granja Pascal Belaubre                        | Stade Ernest-Wallon                            | 19 500             |

## Résumé des résultats

### Phase régulière
La compétition se déroule sous la forme de deux poules de huit équipes, établies sur critère de niveau sportif à partir des classements 2018-2019, en matchs « aller-retour ». Le championnat est interrompu par une longue trêve hivernale du 16 décembre 2019 au 16 mars 2019, hormis d'éventuels matchs en retard joués mi-janvier. Durant cette période, les joueuses internationales jouent le Tournoi des Six Nations féminin 2020 tandis que les clubs se disputent la Coupe de France féminine de rugby à 10.

### Classement de la phase régulière

#### Poule 1
| Rang | Club                  | J | V | N | D | Bo | Bd | Pm  | Pe  | Diff | Pts |
| ---- | --------------------- | - | - | - | - | -- | -- | --- | --- | ---- | --- |
| 1    | Montpellier RC (T)    | 9 | 9 | 0 | 0 | 8  | 0  | 495 | 65  | +430 | 44  |
| 3    | AC Bobigny 93         | 9 | 7 | 0 | 2 | 5  | 1  | 300 | 132 | +168 | 34  |
| 2    | AS Bayonne            | 8 | 6 | 0 | 2 | 4  | 0  | 257 | 105 | +152 | 28  |
| 4    | Stade français Paris  | 9 | 4 | 1 | 4 | 2  | 0  | 152 | 207 | -55  | 20  |
| 6    | Lons rugby féminin    | 9 | 4 | 1 | 4 | 1  | 0  | 129 | 221 | -92  | 19  |
| 5    | FC Grenoble           | 9 | 3 | 0 | 6 | 2  | 2  | 196 | 268 | -72  | 16  |
| 7    | RC Chilly-Mazarin (P) | 9 | 1 | 0 | 8 | 1  | 1  | 81  | 249 | -168 | 6   |
| 8    | AS Rouen UC           | 8 | 0 | 0 | 8 | 0  | 1  | 40  | 403 | -363 | 1   |

|  | T : tenant du titre 2019 • P : promu 2019 |

#### Poule 2
| Rang | Club                   | J | V | N | D | Bo | Bd | Pm  | Pe  | Diff | Pts |
| ---- | ---------------------- | - | - | - | - | -- | -- | --- | --- | ---- | --- |
| 1    | Stade toulousain       | 9 | 9 | 0 | 0 | 8  | 0  | 422 | 48  | +374 | 44  |
| 2    | Blagnac RF             | 9 | 7 | 1 | 1 | 7  | 0  | 434 | 75  | +359 | 37  |
| 3    | ASM Romagnat           | 9 | 6 | 1 | 2 | 6  | 0  | 327 | 110 | +217 | 32  |
| 4    | Lille MRC villeneuvois | 9 | 4 | 0 | 5 | 4  | 0  | 144 | 205 | -61  | 20  |
| 5    | Stade rennais          | 9 | 4 | 0 | 5 | 2  | 0  | 112 | 221 | -109 | 18  |
| 6    | LOU rugby (P)          | 9 | 3 | 0 | 6 | 3  | 1  | 182 | 249 | -67  | 16  |
| 7    | Stade bordelais        | 9 | 2 | 0 | 7 | 2  | 1  | 129 | 345 | -216 | 11  |
| 8    | Ovalie caennaise       | 9 | 0 | 0 | 9 | 0  | 0  | 30  | 527 | -497 | 0   |

|  | T : tenant du titre 2019 • P : promu 2019 |

## Résultats détaillés

### Phase régulière

#### Poule 1
L'équipe qui reçoit est indiquée dans la colonne de gauche.
| Clubs                | BAY   | BOB   | CHI   | GRE   | LON   | MON   | SFR   | ROU   |
| -------------------- | ----- | ----- | ----- | ----- | ----- | ----- | ----- | ----- |
| AS Bayonne           |       | 15-10 | 41-7  | 38-7  | 35-5  | -     | 31-15 | 64-3  |
| AC Bobigny 93        | 29-19 |       | 34-17 | -     | 34-19 | -     | -     | -     |
| RC Chilly-Mazarin    | -     | -     |       | -     | 7-15  | 3-57  | 5-8   | 29-17 |
| FC Grenoble          | -     | 12-37 | 24-7  |       | -     | 20-62 | -     | 62-0  |
| Lons rugby féminin   | -     | 3-29  | 31-5  | 17-21 |       | 5-68  | -     | -     |
| Montpellier RC       | 29-14 | 31-10 | -     | 74-7  | -     |       | 62-3  | -     |
| Stade français Paris | -     | 15-29 | 22-11 | 20-15 | 19-19 | 3-32  |       | 47-3  |
| AS Rouen UC          | -     | 11-88 | -     | 3-28  | 3-5   | 0-80  | -     |       |

|  | Victoire à domicile |  | Match nul |  | Défaite à domicile |

#### Poule 2
L'équipe qui reçoit est indiquée dans la colonne de gauche.
| Clubs                  | BOR   | BLA   | CAE  | LIL  | LYO   | REN  | ROM   | TOU  |
| ---------------------- | ----- | ----- | ---- | ---- | ----- | ---- | ----- | ---- |
| Stade bordelais        |       | 10-54 | -    | 22-8 | 17-34 | -    | 17-70 | 0-70 |
| Blagnac RF             | -     |       | 77-0 | 38-7 | 38-0  | 62-0 | 37-8  | -    |
| Ovalie caennaise       | 15-53 | 7-95  |      | -    | 0-40  | -    | 0-52  | 0-69 |
| Lille MRC villeneuvois | 35-10 | -     | 27-8 |      | -     | 21-3 | -     | 7-35 |
| LOU rugby              | -     | -     | 80-0 | 3-39 |       | -    | 7-44  | 0-53 |
| Stade rennais          | 5-0   | -     | 34-0 | 36-0 | 15-13 |      | 5-32  | 9-48 |
| ASM Romagnat           | 54-0  | 14-14 | -    | 50-0 | -     | -    |       | -    |
| Stade toulousain       | -     | 29-19 | -    | -    | 43-5  | 45-5 | 30-3  |      |

|  | Victoire à domicile |  | Match nul |  | Défaite à domicile |